# Гражданска журналистика
Гражданската журналистика е актуално явление в журналистиката, развиваща се в условия на гражданско общество, което съдържа набора от технологични решения и морални ценности, и на тази база – философската концепция, че журналистите и техните публики престават да са пасивни наблюдатели на политическите и социалните процеси на своето съвремие, а се превръщат в активни участници в обществения живот, от които тези процеси зависят. Според определението на водещия в областта Център за гражданска журналистика „Пю“ (Pew Center for Civic Journalism) журналистиката има морален дълг към обществения живот, който се изразява в нещо повече от еднопосочно масово разпространение на новини и факти.
В книгата си The Roots of Civic Journalism (Корените на гражданската журналистика) изследователят на това явление, Дейвид Пери (David K. Perry) откроява следните основни принципи, към които практикуващите гражданска журналистика следва да се придържат:
- Медиите и журналистите трябва да бъдат активни участници в обществения живот, а не негови далечни наблюдатели.
- Медиите трябва да дават форум за обсъждания на обществени въпроси.
- Трябва да се обръща внимание на проблеми, събития и въпроси, които вълнуват обикновените хора.
- Трябва да се отчита общественото мнение посредством дискусии и дебати между членовете на общността.
- Журналистиката трябва да се стреми с действията си да повишава социалния капитал.

Движението за гражданска журналистика се заражда в САЩ около средата на 1990-те години. Сред пионерите му са журналисти като Дейвид Матюс (David Mathews), главни редактори като Дейвис Мерит, и преподаватели по журналистика като Джей Роузън (Jay Rosen). Мерит започва да изследва проблематиката след като стига до осъзнаването, че публиката губи доверие в ценностите на традиционната журналистика, а журналистите трябва по-добре да разбират и ценят взаимната зависимост между журналистическите и демократичните ценности. В свое интервю пред National Public Radio Мерит обобщава гражданската журналистика като „комплекс от ценности на занаята, който се припознава като и въздейства над връзката между традиционната журналистика и демокрацията. Гражданската журналистика поставя проблемите на гражданите над потребностите на медиите и политическите играчи, и дава на отделния човек възможност за пряко участие в демократичните процеси, вместо да го третира като наблюдател, жертва или „необходимо зло““.
|  | Тази страница частично или изцяло представлява превод на страницата Civic Journalism в Уикипедия на английски. Оригиналният текст, както и този превод, са защитени от Лиценза „Криейтив Комънс – Признание – Споделяне на споделеното“, а за съдържание, създадено преди юни 2009 година – от Лиценза за свободна документация на ГНУ. Прегледайте историята на редакциите на оригиналната страница, както и на преводната страница, за да видите списъка на съавторите. ВАЖНО: Този шаблон се отнася единствено до авторските права върху съдържанието на статията. Добавянето му не отменя изискването да се посочват конкретни източници на твърденията, които да бъдат благонадеждни. |